# 대전매봉중학교
대전매봉중학교는 대한민국 대전광역시 대덕구 송촌동에 있는 공립 중학교이다.

## 학교 연혁
- 1996년 9월 11일 : 학교 설립인가(30학급)
- 1999년 3월 1일 : 초대 안종호 교장 취임
- 1999년 3월 4일 : 개교 및 입학식(10학급 414명) 남자 204명, 여자 210명
- 1999년 12월 10일 : 남중부 펜싱팀 창단
- 2001년 4월 20일 : 육상부 창단
- 2002년 2월 9일 : 제1회 졸업식(479명)
- 2005년 9월 14일 : 매봉도서관 개관식
- 2007년 11월 27일 : 대전교육청지정교실 수업개선정책 연구학교 운영보고회
- 2009년 11월 13일 : 인조잔디운동장, 다목적구장 「매봉 꿈나래터」 개장
- 2011년 3월 1일 : 특수학급 신설
- 2017년 11월 : 급식실 신축
- 2020년 11월 26일 : 다목적강당(매솔관) 및 펜싱장 준공
- 2024년 1월 26일 : 제23회 졸업식(260명, 총 8,089명)
- 2024년 3월 4일 : 제26회 입학식 224명
- 2024년 9월 1일 : 제14대 김종련 교장 부임

## 참고 자료
- 대전매봉중학교 - 한국교육학술정보원 학교알리미